# Pietraporzio
Pietraporzio là một đô thị tại tỉnh Cuneo trong vùng Piedmont của Italia, vị trí cách khoảng 100 km về phía tây nam của Torino và khoảng 40 km về phía tây của Cuneo, on the border with France. Tại thời điểm ngày 31 tháng 12 năm 2004, đô thị này có dân số 99 người và diện tích là 54,8 km².
Pietraporzio giáp các đô thị: Argentera, Canosio, Saint-Etienne-de-Tinée (France), Sambuco và Vinadio.